# René Carol/Diskografie
Diese Diskografie ist eine Übersicht über die Schallplatten, die mit dem deutschen Schlagersänger René Carol veröffentlicht wurden. 

## Singles

1949 auf Schellack:
Polydor Nr. 48157

| A-/B-Seite                                                                                   | Katalog-Nr.  | Veröffentlichung |
|                                                                                              | Amiga        |                  |
| Miramare / Signorina, komm auf die Lagune                                                    | 1222         | 1949             |
| Irgendwo – Irgendwann / In Gedanken sag ich zu Ihnen schon Du                                | 50/357; 1229 | 1949             |
| Im Café de la Paix in Paris / Zwei Menschen, die zusammengehören                             | 50/360; 1230 | 1949             |
| Mit hundert Gitarren / Mandolino, Mandolino                                                  | 1 40 009     | 1950             |
| Sag mir ganz leise, wer bist du? / In der Scala von Milano                                   | 1 40 010     | 1950             |
| Abends in Napoli / Ukraine                                                                   | 1 40 011     | 1950             |
|                                                                                              | Philips      |                  |
| Sarina / Mandolino, Mandolino                                                                | 4003         | Mai 1950         |
|                                                                                              | Polydor      |                  |
| Meine kleine Schweizeruhr (& Danielle Mac) / (Will Höhne u. a.: Ich hab’ Musik im Blut)      | 48157        | 1949             |
| Am Zuckerhut (& D. Mac & Willy Schneider) / (W. Schneider: Schiff ahoi!)                     | 48163        | 1949             |
| Im Hafen von Adano (& Lonny Kellner) / Was hat der Hans (& D.Mac)                            | 48219        | 1949             |
| Maria aus Bahia (& D. Mac) / (Friedel Hensch: Mit der Zeit lernst auch du es)                | 48263        | 1950             |
| Wenn die alten Bäume leise rauschen / Ich hab’ im siebten Himmel zwei Plätze (& Maria Mucke) | 48386        | 1950             |
| Gib acht, schöne Julietta / In der Taverne von San Remo                                      | 48682        | 1951             |
| Zwei Matrosen, die sahen ein Mädchen (& L.Kellner) / Das alte Lied vom Küssen und vom Kosen  | 48742        | 1951             |
| Rote Rosen, rote Lippen, roter Wein / Ich habe sonst nichts als dich                         | 48783*       | 1952             |
| Warum denk’ ich nur an dich allein / Flieg’ in die Heimat meiner Träume                      | 48798        | 1952             |
| Isabella / Komm mit nach Palermo                                                             | 48837        | 1952             |
| Am Strande von Havanna (& Barbara Kist) / Stern meiner Liebe                                 | 48866        | 1952             |
| Vergiß mich nicht / Verlieb dich noch heut’ (& L. Kellner)                                   | 48899        | 1953             |
| Bella Donna / Du bist wie alle andern                                                        | 48982        | 1953             |
| Nina / Wind und Wellen grüßen dich                                                           | 48992        | 1953             |
| Südliche Nächte / Mandolinen der Liebe                                                       | 49016*       | 1953             |
| Es blüht eine weiße Lilie / Lass’ mich heut’ mit meiner Liebe nicht allein                   | 49044*       | 1954             |
| Jede Nacht erklingt in Abbazia / Deinen Namen, den hab’ ich vergessen                        | 49203*       | 1954             |
| Das letzte Wort, das du mir sagtest / Romantische Musik                                      | 49216*       | 1954             |
| In Sorrent / Im Tagebuch der Liebe                                                           | 49229*       | 1954             |
| Sonne über der Adria / Wenn es noch Märchen gibt                                             | 49295*       | 1954             |
| Die Nacht der Lieder / Zwei Verliebte die sprachen von Treue                                 | 49393*       | 1954             |
| O Wandersmann / Wenn die Harmonika von Liebe spielt                                          | 49490*       | Mai 1955         |
| Ich hab’ ein Herz gefunden / Ich muß dich wiederseh’n                                        | 50207*       | 1955             |
| Nicoletta / Das Lied der Geigen                                                              | 50321*       | September 1956   |
| Der Goldschmied von Toledo / Laß mich nicht zu lang allein                                   | 50388*       | Januar 1957      |
| Wann kommst du wieder nach Hause / Märchenland Hawaii                                        | 50408*       | 1957             |
| Serenata di Napoli / Sieben Nächte blieb José in Santa Fé                                    | 50450*       | Februar 1957     |
| Ich möchte stundenlang in deine Augen seh’n / Am blauen Gardasee                             | 50499*       | 1957             |
| Die Mondscheinserenade / (& Margot Eskens:) Ich will immer an dich denken                    | 50522*       | 1957             |
| Romanita / Meine Heimat ist die Liebe                                                        | 50548*       | 1957             |
| Vergiß nicht, daß ich bei dir bin (& M. Eskens) / Schau zu den Sternen der Liebe             | 50596*       | 1958             |
|                                                                                              | Vinyl        |                  |
|                                                                                              | Polydor      |                  |
| An wen denkst du / Verlieb dich in mich                                                      | 23682        | 1958             |
| Leb wohl Marie / Viola-Violetta                                                              | 23796        | 1958             |
| Musikant / Chicata-May                                                                       | 24041        | Januar 1960      |
| Kein Land kann schöner sein / Du braune Madonna der Südsee                                   | 24198        | Februar 1960     |
| Das Schiff deiner Sehnsucht / Mitten im Meer                                                 | 24311        | August 1960      |
| Vergiß nicht, daß ich bei dir bin (& M. Eskens) / Die Sterne der Liebe                       | 24436        | Januar 1961      |
| Hafenmarie / Wo ist mein Zuhause                                                             | 24464        | März 1961        |
| Ein Vagabundenherz / Grüß mir die Sterne von Montana                                         | 24560        | Juni 1961        |
| Solang es Liebe gibt / Solang du Freunde hast                                                | 24713        | Dezember 1961    |
| Der rote Wein / Auf der Insel Bell’ amore                                                    | 24861        | Mai 1962         |
| Das macht der Sonnenschein / Jonny, komm wieder                                              | 24904        | August 1962      |
| Ich hab’ nur dich / Straßenmusikant                                                          | 52017        | Januar 1963      |
| Prinzessin Sonnenschein / Im Hafen von San Remo                                              | 52070        | Juni 1963        |
| Carina / Ich möcht mit dir mal ein Märchen erleben                                           | 52164        | August 1963      |
| Bianca Rosa / Die schönen Märchen                                                            | 52231        | November 1963    |
| Tief in deinen Augen / Sieben Meere und kein Kuß                                             | 52344        | April 1964       |
| Du darfst nicht weinen / Unter Palmen und Cypressen                                          | 52417        | Dezember 1964    |
| Schenk mir deine Freundschaft / Schönes Mädchen, laß das Weinen                              | 52472        | Februar 1965     |
| Sonne, Wind und Sterne / Wo meine Sterne steh’n                                              | 52529        | Juni 1965        |
| Fremd war das Land / Andalusischer Wein                                                      | 52593        | Oktober 1965     |
| Rosen für dich / Es war einmal                                                               | 52621        | 1966             |
| Wenn einmal in fernen Tagen / Komm nach Hause                                                | 52667        | 1966             |
| Wer ist schuld / Ich bringe dir Rosen                                                        | 52715        | August 1966      |
| Rote Nelken bringe ich dir / Alles würd’ ich für dich wieder tun                             | 52782        | 1967             |
| Leider nur ein Sommer / Das Glockenlied                                                      | 52860        | 1967             |
| Himmelblau und Rosenrot / Die Welt ist ab heute schön                                        | 53036        | 1969             |
| Du bist mein Mädel / Wo die Mädchen sind                                                     | 53119        | 1969             |
| Sag’ die Wahrheit / Im Hafen von Piräus                                                      | 53146        | 1969             |
| Purpurne Rose der Nacht / Mein Schiff heißt Wiederkehr                                       | 2041022      | 1970             |
| Das Himmelbett der Träume / Weine nicht                                                      | 2041180      | 1971             |
| Sie war meine Marianne / Ich verliebe mich täglich neu in dich                               | 2041377      | 1972             |
| Liebe und Wein / Das muß der Sonnenschein in deinen Augen sein                               | 2041490      | 1973             |

* unter anderer Nummer auch als Vinyl-Single

## Vinyl-Musikalben
| Titel                               | Musiklabel Katalog-Nr. | Veröffentlichung |
| Rote Rosen, rote Lippen, roter Wein | Karussell 635112       | 1970             |
| René Carol                          | Lorelei 19926          | 1980             |

## Compact Discs
| Titel                               | Musiklabel Katalog-Nr. | Veröffentlichung |
| Rote Rosen, rote Lippen, roter Wein | Bear Family 15750      | 1994             |
| Südliche Nächte                     | Bear Family 15855      | 1995             |
| Kein Land kann schöner sein         | Bear Family 15985      | 1996             |
| Biaca Rosa                          | Bear Family 16137      | 1997             |
| Liebe und Wein                      | Bear Family 16140      | 1997             |
| Schön war die Zeit                  | RV Musik 1012          | 2002             |
| Seine großen Erfolge                | Polydor                | 2008             |
| Die unvergessene Stimme             | RV Musik               | 2013             |

## Chartplatzierungen
Singles

| Jahr | Titel Album                                        | Höchstplatzierung, Gesamtwochen/‑monate, AuszeichnungChartsChartplatzierungen (Jahr, Titel, Album, Platzierungen, Wochen/Monate, Auszeichnungen, Anmerkungen) | Anmerkungen                                       |
| Jahr | Titel Album                                        | DE | Anmerkungen                                       |
| ---- | -------------------------------------------------- | --- | ------------------------------------------------- |
| 1954 | Deinen Namen den hab ich vergessen –               | DE6 (2 Mt.)DE | Charteinstieg: 1. Mai 1954                        |
| 1954 | Es blüht eine weiße Lilie –                        | DE40 (1 Mt.)DE | Charteinstieg: 1. Mai 1954                        |
| 1954 | Das letzte Wort, das Du mir sagtest –              | DE11 (1 Mt.)DE | Charteinstieg: 1. Juni 1954                       |
| 1954 | Wenn ich im Tagebuch der Liebe schöne Tage such’ – | DE16 (1 Mt.)DE | Charteinstieg: 1. Juli 1954                       |
| 1954 | Jede Nacht erklingt in Abazzia –                   | DE19 (1 Mt.)DE | Charteinstieg: 1. September 1954                  |
| 1954 | Die Donna gab dem Troubadour –                     | DE11 (3 Mt.)DE | Charteinstieg: 1. November 1954                   |
| 1954 | Sonne über der Adria –                             | DE18 (2 Mt.)DE | Charteinstieg: 1. Dezember 1954                   |
| 1955 | O Wandersmann –                                    | DE8 (2 Mt.)DE | Charteinstieg: 1. Juni 1955                       |
| 1955 | Vergiß mich nicht –                                | DE27 (1 Mt.)DE | Charteinstieg: 1. Dezember 1955 mit Lonny Kellner |
| 1960 | Kein Land kann schöner sein –                      | DE3 (9 Mt.)DE | Charteinstieg: 1. April 1960                      |
| 1960 | Das Schiff Deiner Sehnsucht –                      | DE22 (4 Mt.)DE | Charteinstieg: 1. Oktober 1960                    |
| 1960 | Mitten im Meer –                                   | DE14 (2 Mt.)DE | Charteinstieg: 1. November 1960                   |
| 1961 | Hafen-Marie –                                      | DE25 (1 Mt.)DE | Charteinstieg: 1. Mai 1961                        |
| 1961 | Ein Vagabunden-Herz –                              | DE25 (2 Mt.)DE | Charteinstieg: 1. Oktober 1961                    |
| 1962 | Der rote Wein –                                    | DE37 (2 Mt.)DE | Charteinstieg: 1. August 1962                     |
| 1963 | Prinzessin Sonnenschein –                          | DE37 (1 Mt.)DE | Charteinstieg: 1. Juli 1963                       |
| 1964 | Bianca Rosa –                                      | DE44 (2 Mt.)DE | Charteinstieg: 1. März 1964                       |

## Statistik

### Chartauswertung
|                       | DE     |
| --------------------- | ------ |
| Nummer-eins-Singles   | DE—DE  |
| Top-10-Singles        | DE3DE  |
| Singles in den Charts | DE17DE |

### Auszeichnungen für Musikverkäufe
| Goldene Schallplatte - Deutschland - 1954: für die Single Rote Rosen, rote Lippen, roter Wein |

| Land/RegionAuszeichnungen für Musikverkäufe (Land/Region, Auszeichnungen, Verkäufe, Quellen) | Gold  | Platin | Verkäufe | Quellen         |
| -------------------------------------------------------------------------------------------- | ----- | ------ | -------- | --------------- |
| Deutschland (BVMI)                                                                           | Gold1 | —      | 750.000  | Einzelnachweise |
| Insgesamt                                                                                    | Gold1 | —      |          |                 |